# Yūji Saiga
Yūji Saiga (雑賀 雄二, Saiga Yūji, né le  14 septembre 1951) est un photographe japonais.